# Найти и обезвредить
«Найти и обезвредить» — советский художественный фильм, поставленный на Свердловской киностудии в 1982 году режиссёром Георгием Кузнецовым.

## Сюжет
Три друга — Виктор (Андрей Градов), Дмитрий (Александр Воеводин) и Фёдор (Борис Невзоров) — едут из Ленинграда в тайгу в отпуск. В самолёте они якобы случайно знакомятся с Юлией (Ирина Шмелёва) — кандидатом в мастера спорта по стендовой стрельбе. На самом деле Юлия — давняя знакомая Дмитрия. Друзья приезжают на родину Фёдора — таёжный посёлок Семиреченск. Здесь они встречают кассира местного рудника тётю Пашу — женщину, в семье которой Фёдор жил во время учёбы в школе, а также давнего знакомого — Васю Лындина, племянника тёти Паши, о котором та очень плохого мнения. Остановившись в доме, принадлежащем брату Фёдора Николаю и его жене Анне, друзья отправляются на берег реки, чтобы насладиться красотами природы. Их ночной отдых прерывает шум вертолёта. Поутру они узнают, что некие бандиты напали на автобус с инкассаторами, убили тётю Пашу, тяжело ранили водителя, и, завладев большой суммой денег, ушли в лес. После размолвки по поводу действий в такой экстремальной ситуации Фёдор и Дмитрий уходят в тайгу на поимку преступников, а Виктор, Анна и Юля остаются в доме. Немного погодя на поиски преступников отправляется и Виктор. Далее сюжет разворачивается по классическому сценарию с перестрелками, погонями на большегрузных автомобилях и моторных лодках, борьбой и захватом заложников. Фильм заканчивается классическим счастливым концом: злодеи обезврежены, а герои, перевязывая раны, торжествуют.

## В ролях
- Борис Невзоров — Фёдор
- Андрей Градов — Виктор
- Александр Воеводин — Дмитрий
- Ирина Шмелёва — Юлия, студентка
- Нина Русланова — Нюра (Анна Васильевна)
- Анатолий Рудаков — Василий Лындин
- Михаил Жигалов — «Весёлый» — главарь банды
- Николай Смирнов — бандит «Бритый»
- Владимир Шакало — бандит «Сонный»
- Мария Виноградова — тётя Паша
- Павел Федосеев — водитель инкассаторского автобуса
- Виктор Шубин — капитан милиции
- Надежда Озерова — девушка-геолог
- Николай Лайков — водитель грузовика, помогающий Виктору догнать бандита
- Андрей Анкудинов — молодой геолог
- В фильме снималась группа каскадёров под руководством Александра Массарского и Дмитрия Шулькина

## Съёмочная группа
- Автор сценария — Геннадий Бокарев
- Режиссёр-постановщик — Георгий Кузнецов
- Оператор-постановщик — Геннадий Трубников
- Художник-постановщик — Вячеслав Панфилов
- Композитор — Владимир Лебедев
- Звукооператор — Борис Ефимов
- Режиссёр — Н. Харичева
- Операторы — Н. Банько, В. Еврилов
- Костюмы — Л. Ткаченко
- Монтаж — Раисы Стуковой
- Комбинированные съёмки:
  - Оператор — В. Киреев
  - Художник — В. Васенькин
- Государственный симфонический оркестр кинематографии СССР
  - Дирижёр — Мартин Нерсесян
- Музыкальный редактор — И. Орлов
- Редактор — Ю. Спасский
- Консультанты:
  - полковник милиции В. Каменщик
  - полковник милиции Е. Девиков
- Директор картины — Павел Смердев